# Pyrrhura orcesi
Pyrrhura orcesi (лат.) — вид птиц из семейства попугаевых. Подвидов не выделяют.

## Описание
Длина варьирует от 22 до 24 см, а масса — от 65 до 75 г. Половой диморфизм не выражен. Голова зелёного цвета с красными лбом и уздечкой. Верхняя часть тела зелёного цвета. Горло, боковые стороны шеи и грудь зелёные с серовато-жёлтыми полосками, придающими им чешуйчатый вид. Остальная нижняя часть тела зелёная, с тусклым красноватым оттенком на брюхе. Хвост тёмно-бордовый с зелёным основанием и темно-бордовой нижней стороной. Крылья в основном зелёного цвета с красными первостепенными кроющими перьями; первостепенные маховые перья синие. У самок гораздо меньшее количество красного цвета на лбу.

## Образ жизни
Питается фруктами и ягодами, например такими как Ficus, Heliocarpus, Hieronyma и Cecropia.
Добывает корм стаями численностью примерно до 15 особей, но наблюдались стаи размером до 60 особей. Птицы гнездятся, вероятнее всего, в дуплах деревьев.

## Распространение
Pyrrhura orcesi встречается на западном склоне Анд на юго-западе Эквадора (провинции Эль-Оро и Асуай), в тропических лесах на высотах от 600 до 1300 метров. По-видимому, ареал ограничен территорией всего в 100 км с севера на юг и шириной максимум 5—10 км.